# Саликов Какімбек
Какімбек Саликович Саликов (22 січня 1932, село Казгородок Володарського району Кокчетавської області, тепер село Енбек району Шал-акина Північноказахстанської області, Республіка Казахстан — 27 листопада 2013, Республіка Казахстан) — радянський державний діяч, письменник, 1-й секретар Каракалпацького обласного комітету КП Узбекистану. Член Бюро ЦК КП Узбекистану. Член ЦК КПРС у 1986—1990 роках. Депутат Верховної Ради СРСР 11-го скликання. Народний депутат СРСР (1989—1991). Академік Народної академії Казахстану «Екологія» (1995).

## Життєпис
Походив з роду карауил казахського племені аргин.
У 1955 році закінчив Московський інститут кольорових металів і золота імені Калініна, гірничий інженер.
У 1955—1956 роках — гірничий майстер, у 1956—1965 роках — начальник дільниці, головний інженер, начальник шахти Джезказганського рудоуправління Карагандинської області Казахської РСР.
Член КПРС з 1958 року.
У 1965—1969 роках — секретар партійного комітету Джезказганського гірничо-металургійного комбінату імені Сатпаєва Казахської РСР.
У 1969—1973 роках — 1-й секретар Джезказганського міського комітету КП Казахстану.
У 1973 році закінчив заочну Вищу партійну школу при ЦК КПРС.
У 1973—1975 роках — 2-й секретар Джезказганського обласного комітету КП Казахстану.
У 1975—1984 роках — інспектор ЦК КПРС.
13 серпня 1984 — 26 липня 1989 року — 1-й секретар Каракалпацького обласного комітету КП Узбекистану.
У 1989—1991 роках — голова комітету Верховної ради СРСР з питань екології та раціонального використання природних ресурсів.
У 1992—1997 роках — начальник відділу з проблем Аралу Комітету з водних ресурсів Республіки Казахстан. З 1993 року — головний експерт Національної ради з проблем Аралу.
З 1995 року — президент, почесний президент Міжнародного фонду К. Сатпаєва.
У 1977 році видав першу збірку віршів казахською. У 1981 році випустив книгу «Нурли Кундер» на киргизькій мовою, а в 1983 році — збірку «Жезкиік» на узбецькій мові. Автор понад десятка книг.
Помер 27 листопада 2013 року.

## Родина
Дружина Саликова Маріям Маженовна. Син Єрлан, дочка Майра.

## Нагороди і звання
- орден Леніна (1971)
- два ордени Трудового Червоного Прапора
- орден Дружби народів
- орден Парасат (Благородства) (Республіка Казахстан) (1996)
- орден Барис (Барса) III ст. (Республіка Казахстан) (2012)
- медалі
- Почесна грамота Президії Верховної Ради Узбецької РСР
- Заслужений діяч Казахстану (2001)